# Rozeplaatvaalhoed
De rozeplaatvaalhoed (Hebeloma sarcophyllum) is een schimmel in de familie Hymenogastraceae. Hij vormt ectomycorrhiza met loof- en naaldbomen. Hij komt voor bij eiken (66,7%) en dennen (33,3%).

## Kenmerken

### Uiterlijke kenmerken
De hoed heeft een diameter van (15) 31–49 (70). Het centrum van de hoed heeft geen andere kleur. De lamellen zijn emarginate of soms adnate aangehecht. De kleur is bij jonge vruchtlichamen roze en ze worden langzamerhand donkerrood-bruin wegens de sporen. Het totaal aantal complete lamellen is 40 tot 52. De lamellen hebben geen tranen. Hij smaakt bitter en er is geen geur. Er is geen ring aanwzig.

### Microscopische kenmerken
De sporen meten (7.1) 7.9–10.8 (11.4) × (4.0) 4.7–6.5 (7.0) met een Q-getal van 1,64 tot 1,73. De basidia zijn 4-sporig en meten  21–28 (29) × 6–8 (9) μm met een Q-getal van 3,2 tot 3,7. De cheilocystidia meten (26) 28–51 (55) × 	(2.4) 2.7–5.8 (6.5). Aan de toppen meten ze (3.3) 3.8–8.3 (11.2). Pleurocystidia zijn niet aanwezig. De Caulocystidia zien er hetzelfde uit als de cheilocystidia, maar dan met een lengte tot 60 µm.

## Verspreiding
In Nederland komt de rozeplaatvaalhoed uiterst zeldzaam voor..